# Aurapex
Aurapex — рід грибів родини Cryphonectriaceae. Назва вперше опублікована 2006 року.

## Класифікація
До роду Aurapex відносять 1 вид:
- Aurapex penicillata